# Roman Kreuziger

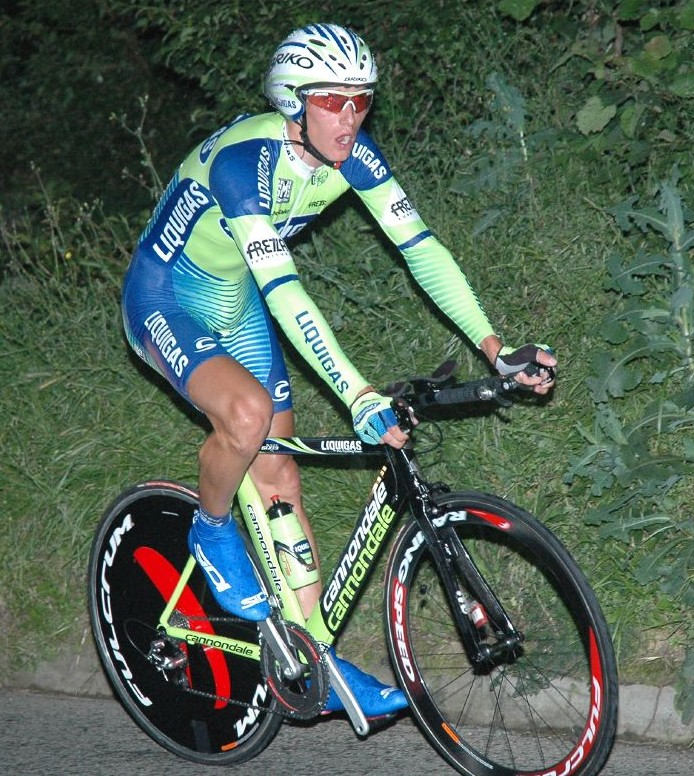
Roman Kreuziger.

Roman Kreuziger (Moravská Třebová, 6 de mayo de 1986) es un exciclista checo que fue profesional entre 2006 y 2021. Desde 2022 es director deportivo del Team Bahrain Victorious.
En su palmarés cuenta con los triunfos en la general de la Vuelta a Suiza (2008) y el Tour de Romandía (2009). Además en 2013 venció en una de las clásicas de primavera, la Amstel Gold Race. También en 2013 hace la mejor carrera de tres semanas en su vida, quedando muy cerca del pódium, siendo 5.º en el Tour de Francia con el papel de gregario de lujo de Alberto Contador.
Su padre, también llamado Roman, fue ciclista ganador entre otras carreras del Circuito de las Ardenas y de la Vuelta a Austria, en esa época amateur, en la década de los años 1980.

## Biografía

### Júnior y amateur
Miembro del equipo júnior SG-Schumacher-Wetzikon Saeco, brilló en esta categoría en dos ocasiones, al ganar el Tour de Toscana (2003 y 2004) y los títulos de campeón nacional en su clase en línea y contra el reloj. En octubre de 2004 en Verona, es campeón del mundo júnior de carretera tras la obtención de la medalla de plata en contra el reloj. También es medallista con una plata mundial en el ciclo-cross júnior por detrás del belga Niels Albert.
En 2005, ocupó el segundo lugar en el Giro de las Regiones. En octubre, firmó un primer contrato profesional de tres años con el equipo italiano Liquigas.

### Debut profesional

#### 2006
En 2006, su primera temporada como profesional, Kreuziger consigue dos novenos puestos en el Trofeo Ciudad de Castelfidardo y en el Gran Premio Industria y Commercio Artigianato Carnaghese. En los campeonatos de la República Checa, ocupó el quinto lugar en la contrarreloj y el séptimo en la carrera en línea. Al final de la temporada, tomó parte en el Tour de Polonia siendo 15.º y es uno de los seis ciclistas seleccionados para el equipo nacional de la prueba en línea del campeonato del mundo en Salzburgo, en Austria. Terminó la carrera en 87.ª posición.

#### 2007
En 2007 fue segundo en el prólogo de la París-Niza, y poco después hizo lo propio en el Tour de Romandía (donde terminó sexto en la general). También participó en su primera gran vuelta (Vuelta a España), donde terminó en un excelente 21..eɽ puesto.

### Victorias en el ProTour

#### 2008
En 2008 ganó la general de la Vuelta a Suiza, tras haber ganado la penúltima etapa (una contrarreloj montañosa) frente a ciclistas de la talla de Andreas Klöden. Un mes antes ya había sido 2.º en la general del Tour de Romandía. Esa misma temporada debutó en el Tour de Francia, finalizando 12.º en la general y siendo el segundo mejor joven (por detrás de Andy Schleck).

#### 2009
En 2009, después de ser 10.º en la Vuelta al País Vasco, fue el claro dominador del Tour de Romandía, ganando la general y la etapa reina del penúltimo día. Un mes más tarde, logró ser 3.º en la Vuelta a Suiza, siendo un hombre a seguir en el Tour de Francia. Tras codearse con los mejores y hacer una increíble etapa en el Ventoux (20.ª etapa), consiguió terminar 8.º en la clasificación general del Tour, por detrás de grandes ciclistas (Schleck, Contador, Wiggins). Después logró quedar 2.º en la Clásica de San Sebastián, aunque años después se le adjudicó como ganador de la prueba, gracias a la descalificación de Carlos Barredo (véase Descalificación de Carlos Barredo). Tras esto compitió en la Vuelta a España, aunque con un discreto puesto (61.º)

#### 2010
En 2010 se impuso en el Giro de Cerdeña, además de ganar una etapa. Además de este buen resultado, completó un gran inicio de temporada (3.º en la París-Niza, 8.º en la Volta a Cataluña y 5.º en la Amstel Gold Race). Como ya en el año pasado, era un hombre peligroso en el pelotón, y así lo demostró. Gracias a ser muy estable y constante en todas las etapas, consiguió terminar 7.º en el Tour de Francia y 3.º en la clasificación por jóvenes. Para finalizar la temporada, corrió la Vuelta a España, donde terminó 28.º.  

### Cambio de Liquigas por Astaná

#### 2011
Roman Kreuziger firmó un contrato en agosto de 2010 por dos temporadas con el Team Astaná kazako.
El checo, que quedó noveno en el Tour de 2010, se desvinculó de la entidad italiana Liquigas y llegó a un conjunto liderado por Alexandre Vinokourov, que trató de reforzarse tras perder al entonces tricampeón de la ronda gala, el español Alberto Contador, comprometido con el Saxo Bank-Sungard.En el Giro de Italia 2011 acaba como el mejor joven y 5.º en la clasificación general. En el Tour de Francia, consigue un resultado horrible, debido a su desgaste previo en el Giro.

#### 2012
Al Giro de 2012, acudió como jefe de filas con el objetivo de ganar la clasificación general. Sin embargo, en la 17.ª etapa sufrió un desfallecimiento en el Paso Giau, perdiendo más de 11 minutos respecto al líder y ganador de la etapa, Joaquim Rodríguez.
A pesar de esto y de las críticas públicas de su director Giuseppe Martinelli, al día siguiente con un ataque a 25 km de meta consiguió ganar la 19.ª etapa con final en Alpe di Pampeago por delante del que a la postre sería vencedor del Giro, Ryder Hesjedal

### Fichaje por Saxo Bank

#### 2013
El 18 de septiembre de 2012 se oficializó su contratación hasta 2015 por Team Saxo-Tinkoff para ayudar a Alberto Contador como gregario de lujo en la montaña. Su gran momento llega en la Amstel Gold Race, la clásica de la cerveza en la que se impone por delante de Valverde y Gerrans consiguiendo así su mayor victoria. En el Tour de Francia hace la mejor vuelta de 3 semanas de siempre acabando 5.º y ayudando a Alberto Contador.En la Clásica de San Sebastián acaba 3.º, una carrera donde fue cabeza de carrera pero, que tras ser cazado, no se entendió con Alejandro Valverde y Tony Gallopin aprovechó para batir a estos dos.

#### 2014
En su segunda temporada con el Tinkoff-Saxo, no participa en ninguna gran vuelta, pese a sus buenos resultados en vueltas menores.

#### 2015
En 2015 ya, vuelve a su gran nivel y a las grandes vueltas, ayudando a Contador a ganar su 2.º Giro de Italia. Pese a servir de gregario termina 28.º. Como ya hizo en el Giro, le serviría junto a Rogers como gregario a Contador en el Tour de Francia, pero este agotado tras el Giro, no pudo hacer frente a Chris Froome. Como siempre, hizo un buen Tour, terminando en la 17.ª posición. Para finalizar la temporada gana una etapa en el USA Pro Challange 2015. 

#### 2016
En 2016 empezaba de buena manera, ya que en la Vuelta a Andalucía, terminaba 6.º en la general, por detrás de grandes del pelotón como Valverde, Mollema o Van Garderen y de su compañero, Majka. 
En la Tirreno-Adriático terminó 10.º, pese a suspenderse la etapa reina de la prueba italiana.

## Palmarés
2004 (como júnior)
- 2.º en el Campeonato Mundial Júnior de Ciclocrós
- Gran Premio Rüebliland

2008
- Vuelta a Suiza, más 1 etapa

2009
- Tour de Romandía, más 1 etapa
- Clásica de San Sebastián[6]

2010
- Giro de Cerdeña, más 1 etapa

2011
- 1 etapa del Giro del Trentino
- Clasificación de los jóvenes del Giro de Italia

2012
- 1 etapa del Giro de Italia

2013
- Amstel Gold Race

2015
- 1 etapa del USA Pro Cycling Challenge

2016
- Campeonato de República Checa en Ruta

2017
- Pro Ötztaler 5500

## Resultados en Grandes Vueltas y Campeonatos del Mundo
| Carrera         | Carrera         | 2006 | 2007 | 2008 | 2009 | 2010 | 2011  | 2012 | 2013 | 2014 | 2015 | 2016 | 2017 | 2018 | 2019 | 2020  | 2021 |
| --------------- | --------------- | ---- | ---- | ---- | ---- | ---- | ----- | ---- | ---- | ---- | ---- | ---- | ---- | ---- | ---- | ----- | ---- |
|                 | Giro de Italia  | —    | —    | —    | —    | —    | 5.º   | 15.º | —    | —    | 19.º | —    | —    | 55.º | —    | —     | —    |
|                 | Tour de Francia | —    | —    | 12.º | 8.º  | 8.º  | 112.º | —    | 5.º  | —    | 17.º | 10.º | 24.º | —    | 16.º | 109.º | —    |
|                 | Vuelta a España | —    | 21.º | —    | 61.º | 28.º | —     | —    | Ab.  | —    | —    | —    | —    | —    | —    | —     | —    |
| Mundial en Ruta | Mundial en Ruta | 87.º | Ab.  | 51.º | Ab.  | —    | —     | Ab.  | —    | —    | Ab.  | —    | 48.º | 6.º  | Ab.  | —     | —    |

—: No participa

Ab.: Abandono

## Equipos
- Liquigas (2006-2010)
  - Liquigas (2006-2009)
  - Liquigas-Doimo (2010)
- Astana (2011-2012)
  - Pro Team Astana (2011)
  - Astana Pro Team (2012)
- Saxo/Tinkoff (2013-2016)
  - Team Saxo-Tinkoff (2013)
  - Tinkoff-Saxo (2014-2015)
  - Tinkoff (2016)
- Orica/Mitchelton (2017-2018)
  - Orica-Scott (2017)
  - Mitchelton-Scott (2018)
- Dimension Data/NTT[7] (2019-2020)
  - Dimension Data (2019)
  - NTT Pro Cycling (2020)
- Gazprom-RusVelo[8] (2021)